# Пуентеареас
Пуентеареас (шп. Puenteareas) град је у Шпанији у аутономној заједници Каталонија у покрајини Понтеведра. Према процени из 2017. у граду је живело 22 963 становника.

## Становништво
Према процени, у граду је 2017. живело 22 963 становника.
| 1970.  | 1981.  | 1991.  | 2001.  | 2011.  | 2017.  |
| ------ | ------ | ------ | ------ | ------ | ------ |
| 14.497 | 15.013 | 15.630 | 18.844 | 23.561 | 22.963 |